# Ryszard Jaszkowski
Ryszard Jaszkowski (ur. 2 listopada 1959 w Sosnowcu) – polski lekkoatleta, sprinter, mistrz i reprezentant Polski.

## Kariera sportowa
Był zawodnikiem Wawelu Kraków.
Na mistrzostwach Polski seniorów na otwartym stadionie wywalczył dziewięć medali: siedem w sztafecie 4 x 400 metrów, w tym cztery złote (1983, 1985, 1986 i 1987) oraz trzy srebrne (1981, 1988 i 1989, a także dwa brązowe w biegu na 400 m - w 1984 i 1987. W 1984 i 1986 zdobył brązowe medale halowych mistrzostw Polski seniorów w biegu na 400 m.
Reprezentował Polskę na mistrzostwach Europy juniorów w 1977, gdzie odpadł w półfinale biegu na 400 m, z wynikiem 49,13, a w sztafecie 4 x 400 metrów zajął 4. miejsce, z czasem 3:10,1 oraz na zawodach Pucharu Europy w 1985, gdzie zajął 5. miejsce w sztafecie 4 x 400 m, z wynikiem 3:05,8.
Rekord życiowy na 400 m: 46,86 (22.08.1987).